# Michele Sellitti
Michele Sellitti detto Ninì (Nocera Inferiore, 11 aprile 1936 – Nocera Inferiore, 2 agosto 2022) è stato un politico italiano.

## Biografia
Esponente del Partito Socialista Italiano, venne eletto al Senato nel 1983 (rimanendo in carica fino al 1987) e poi nuovamente nel 1992. Dall'aprile 1993 sino al termine della Legislatura fece parte del Governo Ciampi come Sottosegretario ai Trasporti.
Nel 1994 confermò il seggio a Palazzo Madama, venendo eletto coi Progressisti nel collegio uninominale di Nocera Inferiore, sempre in quota ai socialisti. Dopo la fine del PSI, aderì alla Federazione Laburista. Terminò il mandato parlamentare nel 1996.
Si spense nella sua città natale all'età di 86 anni, il 2 agosto del 2022.